# Yasmin Paige
Yasmin Paige (ur. 24 czerwca 1991 w Londynie) – angielska aktorka telewizyjna, filmowa i teatralna. Yasmin jest najbardziej znana z roli Marii Jackson, z serialu Przygody Sary Jane, kontynuacji Doctora Who. Paige wystąpiła też 2 razy w teatrze w roku 2003 i 2010.

## Filmografia

### Serial
| Rok         | Nazwa              | Postać        |
| ----------- | ------------------ | ------------- |
| 2003        | Inspektor Eddie    | April Kinney  |
| 2004        | The Misti Show     | Abby          |
| 2004        | The Lost Detective | Katy Barisha  |
| 2004        | Doctors            | Kerry Barclay |
| 2005        | The Golden Hour    | Cherry Dean   |
| 2007 – 2008 | Przygody Sary Jane | Maria Jackson |
| 2007        | Blue Peter         | (ona sama)    |
| 2007        | My Life as a Popat | Lucy Miasels  |
| 2008        | Secret Life        | Michaela      |
| 2009        | Murderland         | Jessica       |

### Film
| Rok  | Nazwa                                  | Postać          |
| ---- | -------------------------------------- | --------------- |
| 2003 | Wondrous Oblivion                      | Liliana         |
| 2004 | Tooth                                  | Tooth           |
| 2005 | The Keeper: The Legend of Omar Khayyam | Młoda Darya     |
| 2006 | True True Lie                          | Młoda Darya     |
| 2007 | Nigdy nie będę twoja                   | Melanie         |
| 2007 | Zaczarowane baletki                    | Pietrowna Fosyl |
| 2010 | Moja łódź podwodna                     | Jordana         |